# أوفوتن

المناطق في مقاطعة نوردلاند. أوفوتن باللون الأحمر

أوفوتن (بالنرويجية: Ofoten) هي منطقة قديمة في مقاطعة نوردلاند في شمال النرويج. تتألف من بلديات: بالانجين، تيسفيورد، تيلدسوند، إيفينس، لودينغن، نارفيك. أُطلق عليه الاسم نسبة للمضيق البحري أوفوت فيورد (Ofotfjord) في مركز المنطقة.
في عام 2005 كانت مساحة المنطقة البالغة 6,542 كيلومترا مربعا تضم 30,421 من السكان، يعيش نصفهم تقريبا في نارفيك.

## معرض صور

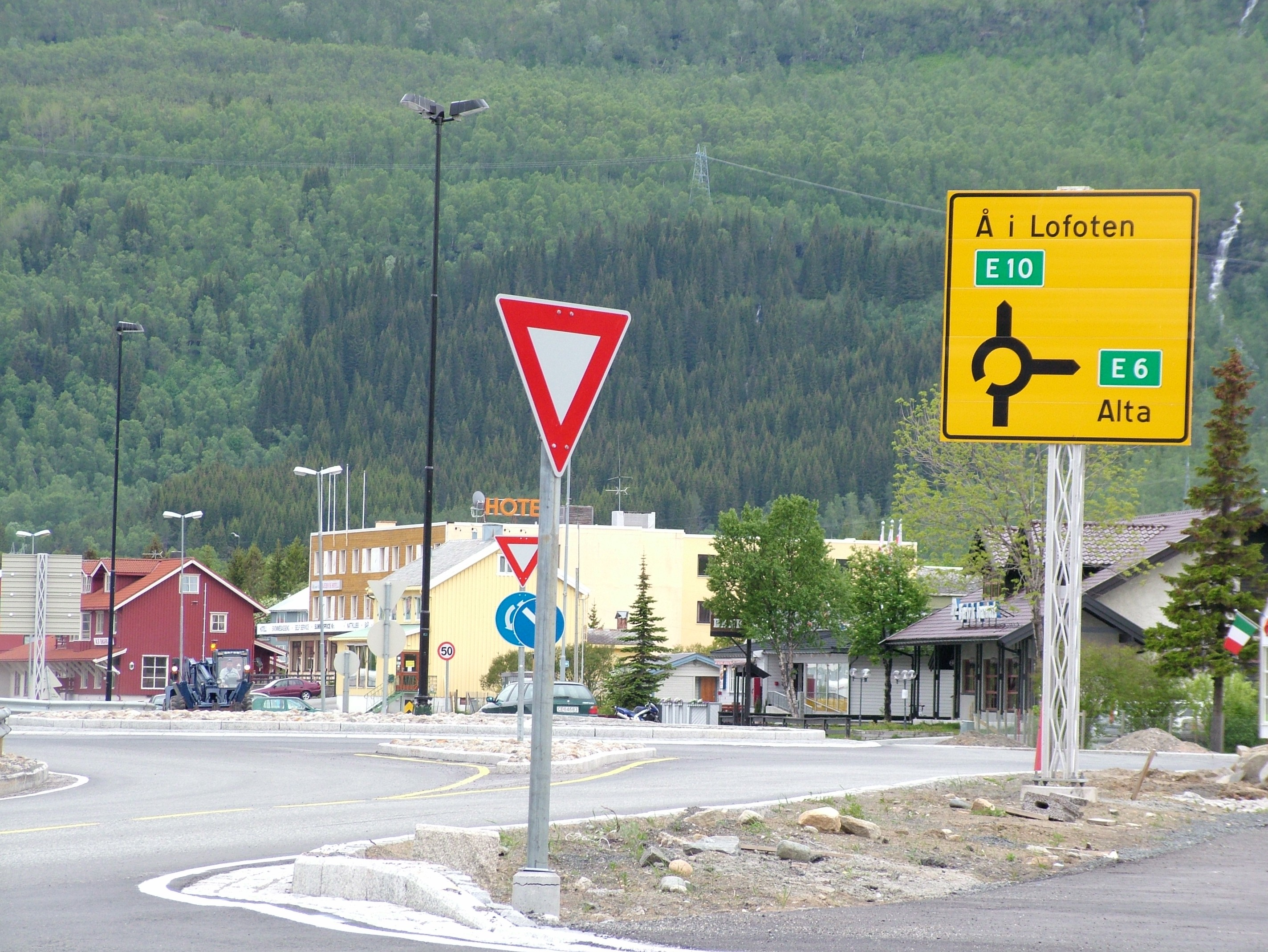
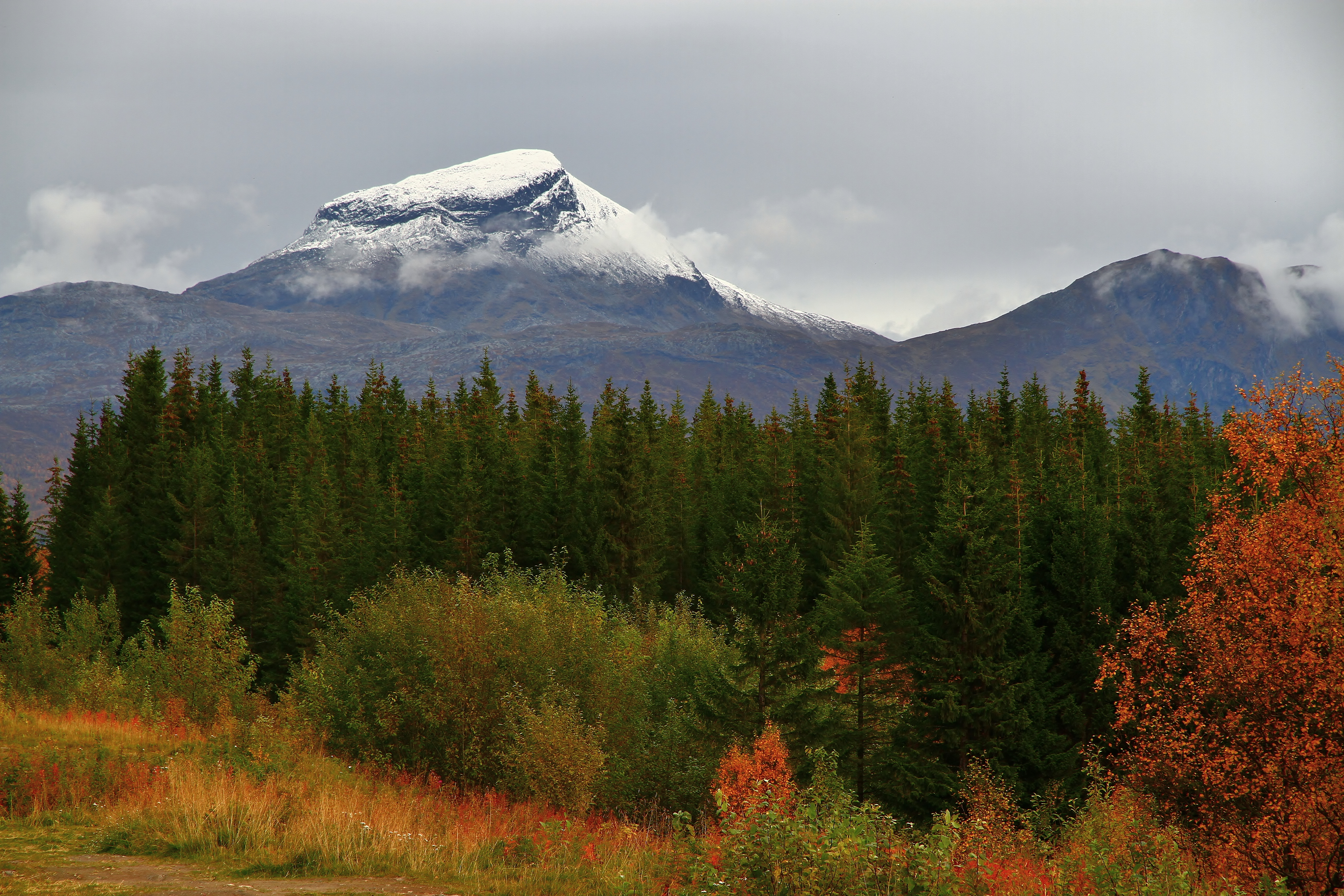
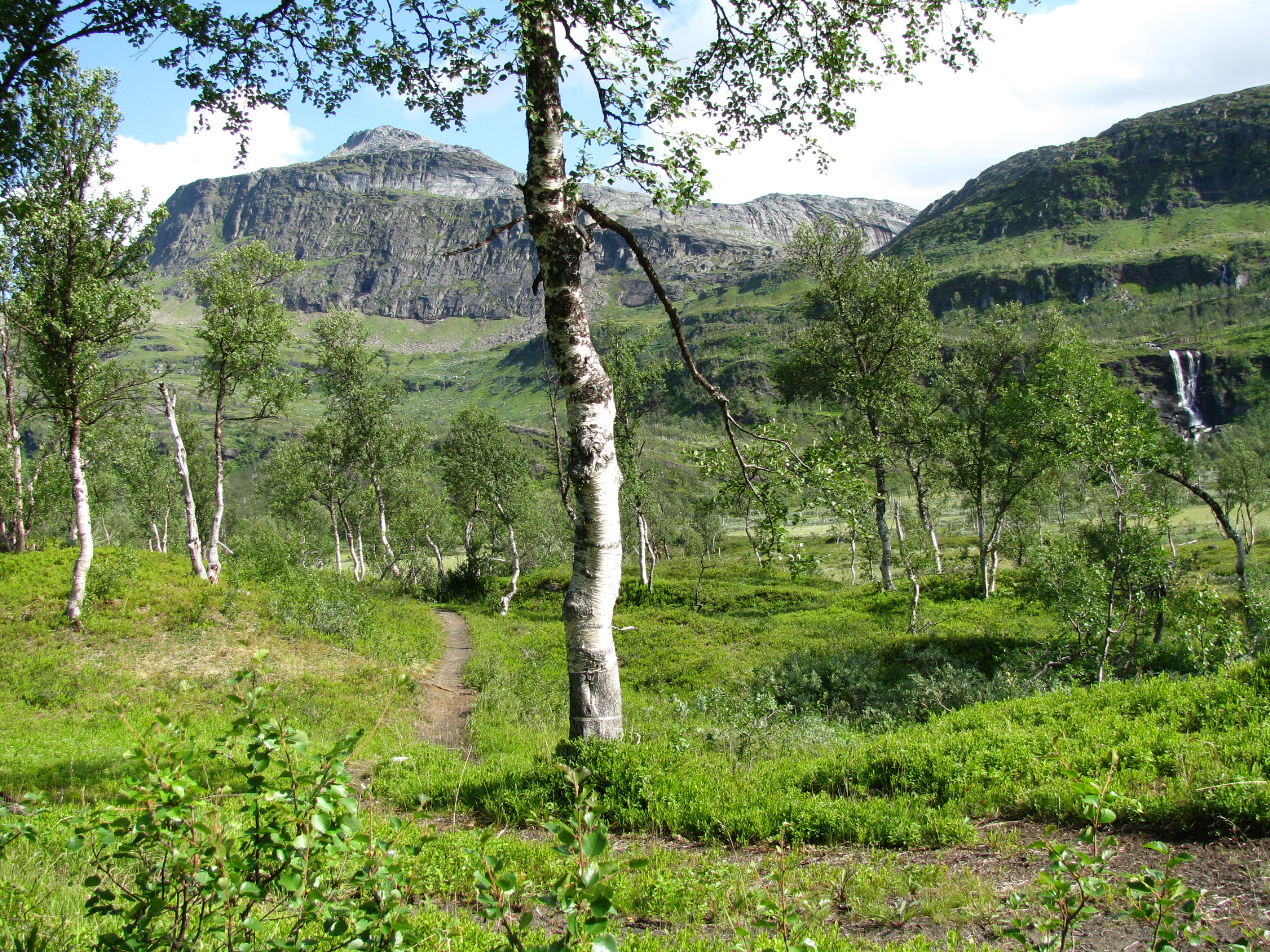
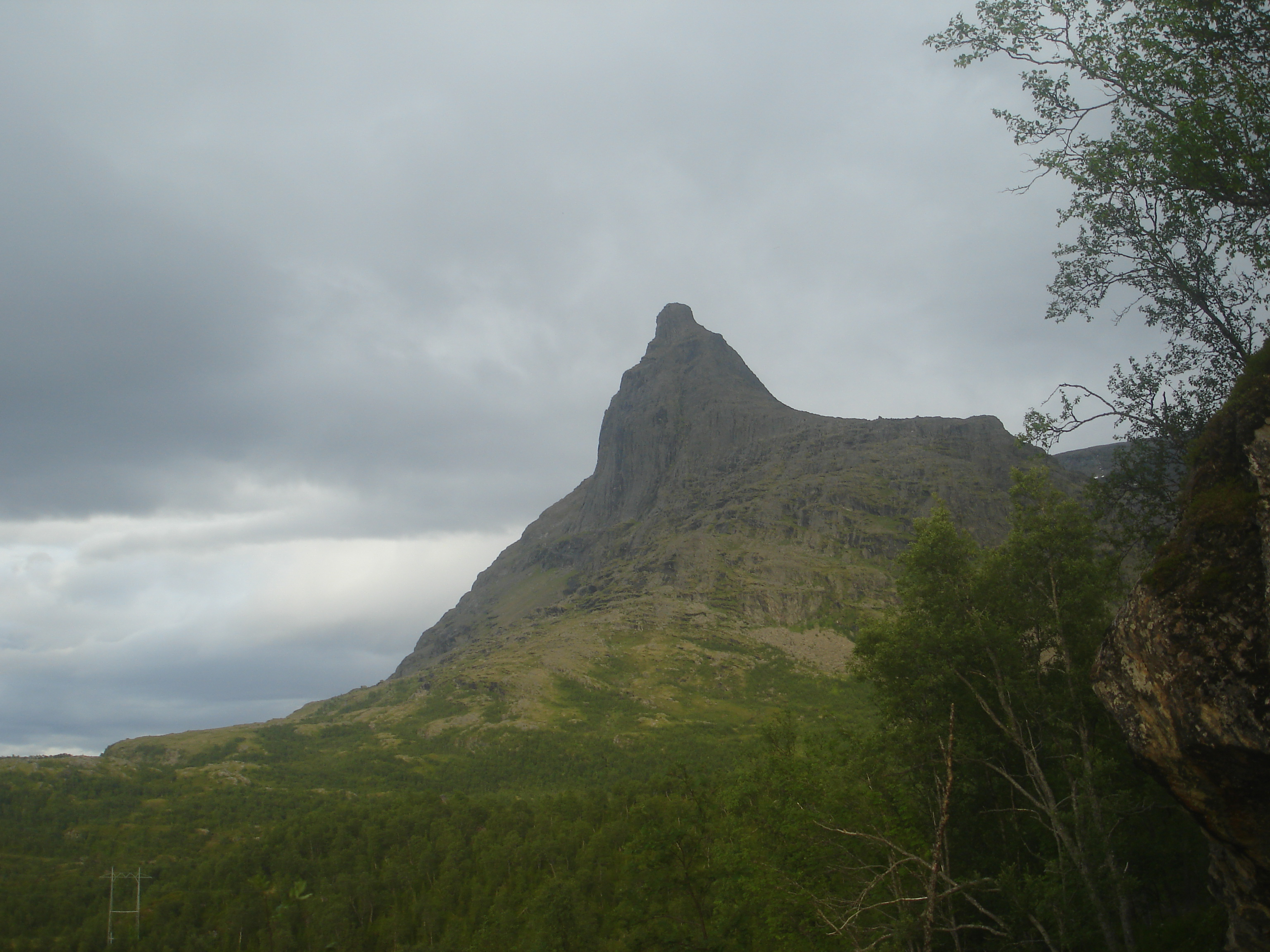